# غار تدفینی دختربر
غار تدفینی دختربر در شهرستان پاسارگاد، بخش هخامنش، دهستان مادرسلیمان، روستای مبارک‌آباد، ابتدای راه شاهی (دختر بر)، تنگ بلاغی واقع شده و این اثر در تاریخ ۱۸ شهریور ۱۳۸۷ با شمارهٔ ثبت ۲۳۲۱۰ به‌عنوان یکی از آثار ملی ایران به ثبت رسیده است.